# Gaius Aquillius Florus
Gaius Aquillius Florus war ein römischer Politiker während des Ersten Punischen Krieges.
Aquillius gelangte als homo novus 259 v. Chr. gemeinsam mit Lucius Cornelius Scipio zum Konsulat. Er operierte erfolgreich auf Sizilien, wo er den karthagischen General Hamilkar, der Drepanon zur Festung hatte ausbauen lassen, an der vollständigen Rückgewinnung der Insel hinderte. Im Folgejahr blieb er mit prorogiertem Imperium auf dem Kriegsschauplatz und feierte schließlich einen Triumph. Über sein weiteres Leben und eventuelle Nachkommen ist nichts bekannt.
Nur sporadisch treten Angehörige der plebejischen gens Aquillia hervor, deren Zusammengehörigkeit wegen ihrer verschiedenen Cognomina nicht zu ermitteln ist. Im letzten Drittel des 2. Jahrhunderts v. Chr. erscheinen dann mehrere Angehörige der gens ohne Cognomen, die das praenomen Manius tragen. Zwei Aquilii Flori begingen nach der Schlacht bei Actium Selbstmord. Als deren Nachkomme wird ein Prätor der augusteischen Zeit mit dem Namen Lucius Aquilius Florus Turcianus Gallus zu gelten haben. Ob diese noch in gentilizischer Verbindung mit dem Konsul von 259 standen, ist nicht feststellbar, aber doch anzunehmen.